# 張燮 (解元)
张燮，字明臣，福建闽县人，明朝官员。解元出身。
弘治十四年（1501年）辛酉科福建乡试，张燮以儒士中式第一名举人。历官文昌县知县。为人尚意气，博闻强识，议论慷慨。毛愷曾從其學。
聪元孙，瑜曾孙，纯孙，彬子。

## 參看
- 明朝解元列表